# Kudži-kiri
Kudži-kiri (九字切り) je soubor tzv. prstových pečetí, které mají údajně ovlivňovat vnitřní energetický systém jedince. Tyto pečetě vycházejí z filosofie východních náboženství Šugendó, Šingon (esoterická buddhistická sekta) a Mikkjó o všeovlivňující energii, která také tvoří základ našeho těla. Tyto pečetě mají usměrňovat tok této životní energie pro určité účely (používány při meditacích ale i při běžném životě). Tyto pečetě jsou prvkem mnoha japonských bojových umění, například nindžucu. Původně odvozeny z nauky Taoismu a později je mniši z Číny přinesly do Japonska.

## Devět pečetí
- Rin - Síla (duše i těla)
- Kjó - Energie (soustředění, proudění a tok)
- Tó - Harmonie (se světem, vesmírem a životem)
- Ša - Léčení (sebe i druhých)
- Kai - Intuice (instinkt, předvídání)
- Džin - Uvědomění (telepatie)
- Recu - Čas a prostor
- Zai - Tvoření (příroda, elementy)
- Zen - Absolutno (osvícení)